# San Marino a Junior Eurovíziós Dalfesztiválokon
San Marino négy alkalommal vett részt a Junior Eurovíziós Dalfesztiválon.
A san marinói műsorsugárzó az RTV San Marino, amely 1995-ben lett tagja az Európai Műsorsugárzók Uniójának, és 2013-ban csatlakozott a versenyhez.

## Története

### Évről évre
Az ország már korábban egyszer, 2011-ben is részt akart venni, de még a verseny előtt visszalépett, mivel nem találtak időben indulót.
Első indulójukat végül két évvel később, 2013-ban küldték, Michele Perniola személyében, aki az O-o-O Sole intorno a me című dalát adta elő az ukrán fővárosban. Michele volt az első előadó, aki nem volt állampolgára vagy szülötte az általa képviselt országnak, illetve nem élt az országban legalább két és fél évig. Ez azért van, mert San Marino (egyedüliként a versenyben) engedélyt kapott az EBU-tól, alacsony számú népességére való tekintettel, hogy az országon kívül született énekeseket is indítson. A törpeállam első indulója végül a tizedik helyet érte el 42 ponttal, ez mai napig a legjobb helyezésük. A következő évben a The Peppermints lánybanda képviselte a törpeállamot, akik utolsó előtti helyen zárták a versenyt. 2015-ben harmadik próbálkozásuk során tizennegyedikek lettek, de három országot előztek meg ekkor, míg 2013-ban kettőt, 2014-ben pedig egyet. 2016-ban visszaléptek a versenytől, azonban nem ismertették ennek pontos okát.
Nyolc év kihagyás után 2024-ben Madridban vettek újra részt. Ekkor érték el legrosszabb helyezésüket, utolsók lettek. A zsűri szavazás során csupán egy pontot kaptak Olaszországtól.

### Nyelvhasználat
San Marino eddigi négy versenydala közül egy olasz nyelvű, három olasz és angol kevert nyelvű volt.
Érdekesség, hogy a dalfesztivál 2003-as indulása óta 2013-as debütálásukkor még csak a második alkalom volt, hogy az olasz nyelv csendült fel a versenyen. Korábban erre 2004-ben volt példa.

### Nemzeti döntő
San Marino eddig az összes indulóját belső kiválasztással választotta ki.
Első előadójukat debütálásuk után három nappal fedték fel, míg dalát egy későbbi időpontban az esti híradóműsor alatt mutatták be. 2014-ben szintén különböző időpontokban jelentették be képviselőjüket és dalukat, míg 2015-ben egy napon a kettőt.
2024-ben a Sogna ragazzo sogna elnevezésű gyermek jótékonysági műsorban jelentik be előadójukat.

## Résztvevők
| Év   | Előadó            | Dal                     | Magyar fordítás                    | Helyezés | Pontszám |
| ---- | ----------------- | ----------------------- | ---------------------------------- | -------- | -------- |
| 2013 | Michele Perniola  | O-o-O Sole intorno a me | O-o-O Napfény körülöttem mindenhol | 10.      | 42       |
| 2014 | The Peppermints   | Breaking My Heart       | Összetörni a szívemet              | 15.      | 21       |
| 2015 | Kamilla Ismailova | Mirror                  | Tükör                              | 14.      | 36       |
|      |                   |                         |                                    |          |          |
| 2024 | Idols SM          | Come noi                | Mint mi                            | 17.      | 47       |
| 2025 | 2025 szeptember   |                         |                                    |          |          |

## Szavazás

### 2013–2024
| Hely | Ország           | Pont |
| ---- | ---------------- | ---- |
| 1.   | Málta            | 39   |
| 2.   | Grúzia           | 24   |
| 3.   | Örményország     | 23   |
| 4.   | Oroszország      | 21   |
| 5.   | Olaszország      | 18   |
| 6.   | Ukrajna          | 16   |
| 7.   | Fehéroroszország | 16   |
| 8.   | Hollandia        | 12   |
| 9.   | Szerbia          | 11   |
| 10.  | Ciprus           | 8    |
| 10.  | Spanyolország    | 8    |

| Hely | Ország           | Pont |
| ---- | ---------------- | ---- |
| 1.   | Ukrajna          | 13   |
| 2.   | Oroszország      | 11   |
| 3.   | Olaszország      | 9    |
| 4.   | Örményország     | 6    |
| 5.   | Fehéroroszország | 6    |
| 6.   | Grúzia           | 3    |
| 7.   | Málta            | 3    |
| 8.   | Hollandia        | 2    |
| 8.   | Moldova          | 2    |
| 8.   | Svédország       | 2    |

San Marino még sosem adott pontot a következő országoknak: Bulgária, Észak-Macedónia, Észtország, Lengyelország Montenegró, Németország és Portugália
San Marino még sosem kapott pontot a következő országoktól: Albánia, Ausztrália, Bulgária, Ciprus, Észak-Macedónia, Észtország, Franciaország, Horvátország, Írország, Lengyelország, Montenegró, Németország, Portugália, Spanyolország, Szerbia és Szlovénia

## Háttér
| Év        | Rendező   | Kommentátor                                      | Pontbejelentő                                    |
| --------- | --------- | ------------------------------------------------ | ------------------------------------------------ |
| 2013      | Kijev     | Lia Fiorio és Gilberto Gattein                   | Giovanni                                         |
| 2014      | Marsa     | Lia Fiorio és Gilberto Gattein                   | Clara                                            |
| 2015      | Szófia    | Lia Fiorio és Gilberto Gattein                   | Arianna Ulivi                                    |
| 2016–2023 | 2016–2023 | Nem vettek részt és nem közvetítették a versenyt | Nem vettek részt és nem közvetítették a versenyt |
| 2024      | Madrid    | Mirco Zani és Roberto Bagazzoli                  | N/A                                              |
| 2025      | Tbiliszi  |                                                  |                                                  |

## Galéria

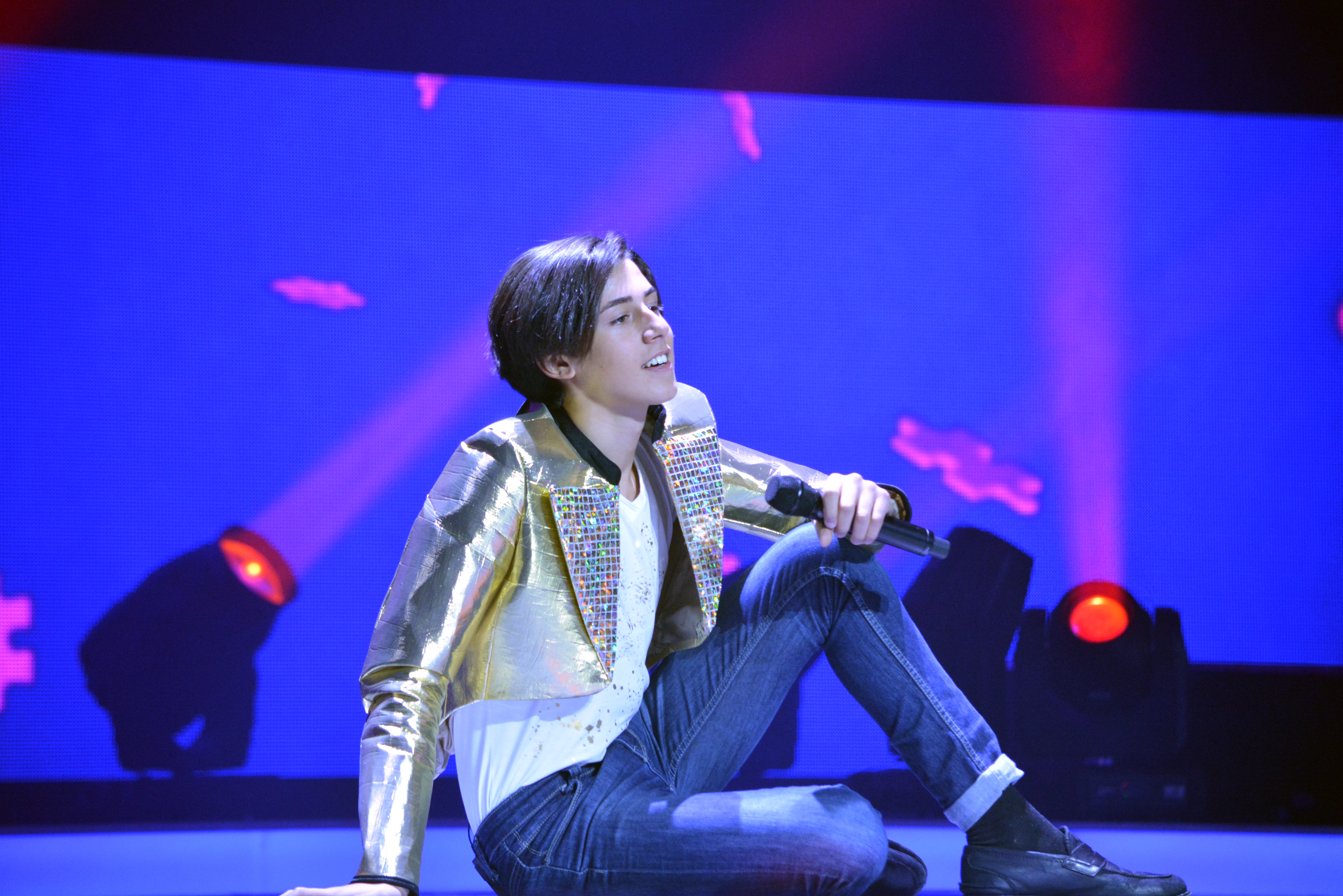
Michele Perniola Kijevben (2013)
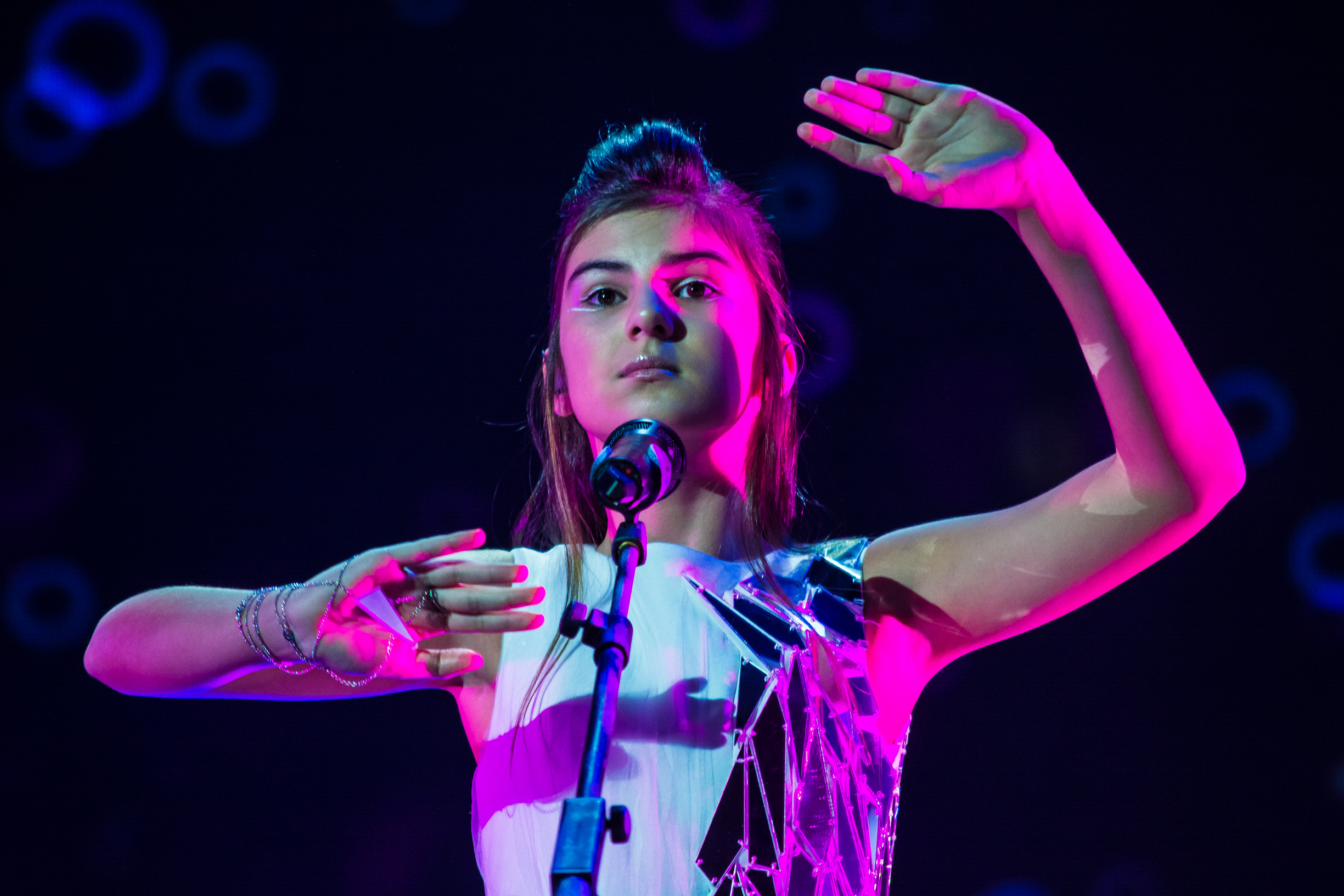
Kamilla Ismailova Szófiában (2015)

## Lásd még
- San Marino az Eurovíziós Dalfesztiválokon